# Emmanuel Kant
« Kant » redirige ici. Pour les autres significations, voir Kant (homonymie).
Emmanuel Kant (en allemand : Immanuel Kant /ʔɪˈmaːnu̯eːl kant/), né le 22 avril 1724 à Königsberg en Prusse (aujourd'hui appelée Kaliningrad en Russie), et mort le 12 février 1804 dans cette même ville, est un philosophe prussien, fondateur du criticisme et de l’idéalisme transcendantal.
Grand penseur de l'Aufklärung (Lumières allemandes), Kant a exercé une influence considérable sur l'idéalisme allemand, la philosophie analytique, la phénoménologie, la philosophie moderne, et la pensée critique en général. Son œuvre, considérable et diverse dans ses intérêts, mais centrée autour des trois Critiques – à savoir la Critique de la raison pure, la Critique de la raison pratique et la Critique de la faculté de juger – fait ainsi l'objet d'appropriations et d'interprétations successives et divergentes.

## Biographie
Emmanuel Kant naît en 1724 à Königsberg en Prusse dans un milieu modeste : son père, Johann Georg Kant (né en 1683 à Memel ; mort en 1746 à Königsberg) d'origine écossaise, est sellier, et sa mère, Anna Regina (née en 1697 à Königsberg, morte en 1737 ibid.), née Reuter, s'étaient mariés le 13 novembre 1715. Emmanuel qualifia sa mère de très intelligente et foncièrement piétiste. Il est le quatrième des onze enfants du couple. Il fréquente durant sept ans le Collège Fridericianum, alors dirigé par Franz Albert Schultz, pasteur piétiste qui considère la piété de l'âme comme supérieure au raisonnement.

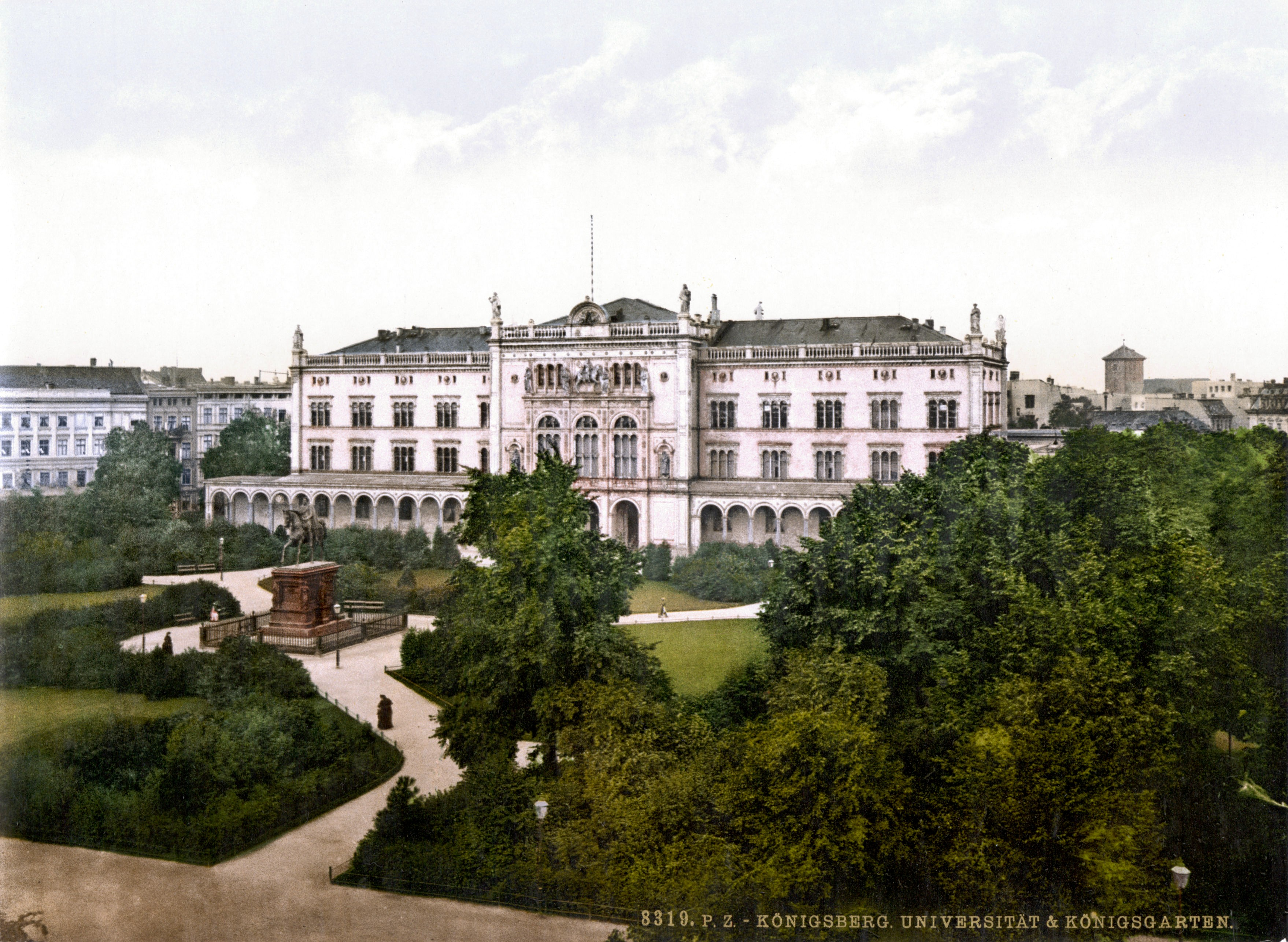
L’université Albertina de Königsberg, où Kant a enseigné.

En 1740, il entre à l'université de Königsberg afin d'étudier la théologie. Il suit les cours de Martin Knutzen, professeur de mathématiques et de philosophie ; ce professeur, lui aussi piétiste et disciple de Wolff, combat le dualisme et en revient à la pure doctrine de Leibniz, suivant laquelle la force représentative et la force motrice participent l'une de l'autre et se supposent réciproquement.
C'est là qu'il découvre Newton et la physique, preuve, selon lui, qu'une science a priori de la nature (c’est-à-dire les mathématiques et la physique) est possible. Plus tard, il créditera aussi l'astronomie de nous avoir « appris bien des choses étonnantes », dont la plus importante est qu'elle nous a « découvert l'abîme de l'ignorance, dont la raison humaine, sans [cette connaissance], n'aurait jamais pu se représenter qu'il était aussi profond ; et la réflexion sur cet abîme doit produire un grand changement dans la détermination des fins ultimes à assigner à notre usage de la raison ».
En 1746, la mort de son père l’oblige à interrompre ses études pour donner des cours : il est engagé comme précepteur par des familles aisées, tâche qu'il accomplira pendant neuf ans. Il publie également cette année-là sa première dissertation : Pensées sur la véritable évaluation des forces vives. En 1755, il obtient une promotion universitaire ainsi qu'une habilitation, grâce à une dissertation sur les principes premiers de la connaissance métaphysique. Il commence à enseigner à l’université de Königsberg avec le titre de Privatdozent (enseignant payé par ses élèves).
Kant est le premier grand philosophe moderne à donner un enseignement universitaire régulier. Ses cours et ses publications à cette période sont très diversifiés : ils portent sur les mathématiques et la physique (apprises chez Newton), la morale (d'après Shaftesbury, Hutcheson, Hume et Rousseau), mais aussi sur la pyrotechnie et la théorie des fortifications. À partir de 1760, ses cours ont pour nouveaux objets la théologie naturelle, l'anthropologie, la critique des « preuves de l'existence de Dieu », ainsi que la doctrine du beau et du sublime.
En 1766, Kant demande et obtient le poste de sous-bibliothécaire à la Bibliothèque de la Cour, fonction qu'il occupe jusqu’en avril 1772. C’est la seule démarche qu’il ait jamais faite pour obtenir une faveur.
En 1770, il est nommé professeur titulaire, après avoir écrit une dissertation intitulée De la Forme des principes du monde sensible et du monde intelligible. En 1781 paraît la première édition de la Critique de la raison pure. Cet ouvrage, fruit de onze ans de travail, ne rencontre pas le succès qu'il espérait. Une seconde édition voit le jour en 1787. En 1786, il devient membre de l'Académie royale des sciences et des lettres de Berlin. En 1788 est publiée la Critique de la raison pratique et, en 1790, la Critique de la faculté de juger. Toutes ses autres œuvres majeures (Fondements de la métaphysique des mœurs et Vers la paix perpétuelle notamment) sont écrites durant cette période.
Kant ne s'est jamais déplacé au-delà d'un rayon de soixante kilomètres autour de son lieu de naissance, et ne s'est jamais marié ; même la rumeur d'une aventure amoureuse n'a pas été confirmée. Sa vie était faite de conférences, de tâches universitaires et de séances d'écriture, qu'on rapporte comme tellement rigoureuses et régulières que ses voisins auraient réglé leurs montres sur sa promenade journalière. Le poète Heinrich Heine alla jusqu'à dire que le récit de la vie de Kant était facile à faire : il n'y avait ni vie ni récit. La tradition rapporte même que Kant ne modifia son emploi du temps immuable et la trajectoire de sa marche quotidienne que deux fois : la première en 1762, lors de sa lecture du Émile de Jean-Jacques Rousseau, la seconde en 1789, afin d'acheter la gazette après l'annonce de la Révolution française.
Cette image apparaît sujette à caution à certains universitaires, qui y voient une exagération et une fausse attribution à Kant des habitudes de ponctualité de Joseph Green, son ami à partir de 1764, célèbre pour son rigorisme au point d'avoir été en son temps le sujet d'un livre satirique d'un autre ami de Kant : L'homme d'après l'horloge de Theodor Gottlieb Hippel. Car si Kant n'a jamais quitté sa région natale, il fut très attentif aux mouvements du monde, en témoignent ses échanges intellectuels et de nombreuses publications qui traitent de sujets variés de son époque. Il recevait également très souvent de nombreux amis à dîner, et déjeunait chaque jour avec un inconnu.
Favorable à la Révolution française, Kant affirme, après Thermidor, que « les méfaits des Jacobins ne sont rien comparés à ceux des tyrans du passé ».
D'après le récit biographique de Thomas de Quincey, les capacités mentales de Kant se seraient affaiblies de manière importante vers la fin de sa vie : l'un des signes « du déclin de ses facultés fut que désormais il perdit tout sens précis du temps ». Selon Harald Weinrich, les « symptômes » décrits par Wasianski, tels que rapportés dans l'ouvrage de Quincey, notamment les pertes de mémoire de Kant, pourraient faire penser à la maladie d'Alzheimer. Il avance cependant cette hypothèse médicale avec beaucoup de précautions et sans certitude.
Désormais célèbre, bien qu'incomplètement compris par ses contemporains, Emmanuel Kant meurt en 1804 à Königsberg. Ses derniers mots furent : « Es ist gut » (« c'est bien » ou « c'est suffisant »). Son tombeau est situé à l'extérieur nord-est de la Cathédrale de Königsberg (aujourd'hui Kaliningrad).

## Philosophie

### Division générale
Les trois grandes branches de la philosophie kantienne sont les suivantes : philosophie de la connaissance (développée surtout dans la Critique de la raison pure), philosophie pratique (exposée dans la Critique de la raison pratique et les Fondements de la métaphysique des mœurs) et esthétique (dans la Critique de la faculté de juger).
- La philosophie de la connaissance a pour but de répondre à la question « que puis-je savoir ? »[19]. Elle ne tente donc pas de connaître un objet particulier, comme la nature pour la physique ou le vivant pour la biologie, mais de limiter et de déterminer la portée de nos facultés de connaissance ou pouvoirs de connaître, c’est-à-dire de l'intuition sensible, de l'entendement et de la raison en langage kantien. L'ouvrage principal à ce sujet est la Critique de la raison pure.
- La philosophie pratique veut répondre à la question « que dois-je faire ? », et elle comporte aussi bien la philosophie morale que la philosophie du droit et la philosophie politique. La philosophie pratique s’intéresse aussi à la question « que puis-je espérer ? ». Elle montre que les idées transcendantales, bien qu'elles ne puissent pas devenir objets de notre connaissance, doivent être postulées pour permettre la moralité et l'espérance. La connaissance doit ainsi être limitée par la raison elle-même afin de faire place à la croyance.
- L'esthétique kantienne prend place dans la Critique de la faculté de juger, consacrée à cette question « que puis-je espérer ? »[Information douteuse].

Selon Guillaume Pigeard de Gurbert, l'unité de sa philosophie peut être trouvée dans le concept de temps et les différentes fonctions qu'il prend, selon qu'il s'agit de philosophie théorique, pratique ou pragmatique, de philosophie de l'histoire et de téléologie.

### Enjeux du criticisme

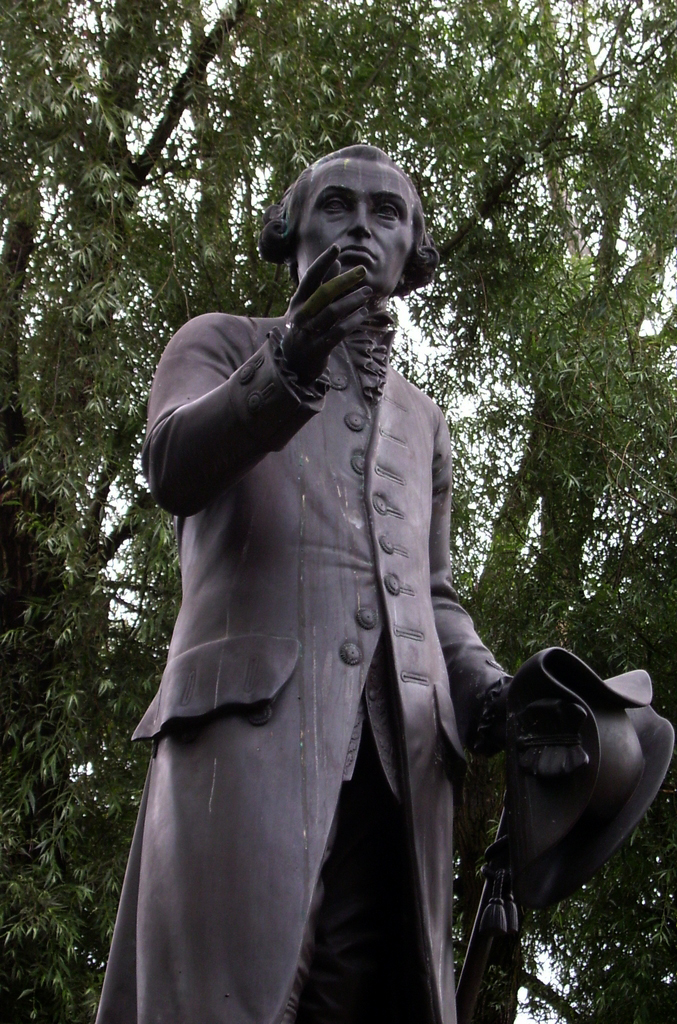
La statue de Kant à Kaliningrad.

Les enjeux de la philosophie kantienne sont multiples car Kant a apporté d'importantes contributions tant en théorie de la connaissance, qu'en éthique, en esthétique, en métaphysique et en philosophie politique.
Sa première grande contribution fut d’avoir fondé, dans la Critique de la raison pure, la théorie de la connaissance en tant que telle : il en fit une discipline relativement autonome aussi bien de la métaphysique que de la psychologie.
D’autre part, et à partir des acquis de la Critique de la raison pure, Kant élabore une philosophie morale profondément nouvelle qui part du concept de loi morale valable pour tout « être raisonnable », universelle et nécessaire, et de son corrélat, la « liberté transcendantale ». Exposée en particulier dans la Critique de la raison pratique, l'éthique kantienne a été qualifiée de déontologique, c'est-à-dire qu'elle considère l'action en elle-même et le devoir ou obligation morale, indépendamment de toute circonstance empirique de l'action. Elle s'oppose donc aussi bien à l'éthique conséquentialiste, qui estime la valeur morale de l'action en fonction des conséquences prévisibles de celles-ci, qu'à l'eudémonisme, qui considère que l'éthique doit viser le bonheur. Du fait du caractère absolument impératif de la notion de devoir, et de la connexion non nécessaire entre le bonheur et la morale, la position kantienne a souvent été qualifiée de rigoriste.
Kant accepte ce terme de rigoriste - il le perçoit comme un compliment. Chez Kant, ce terme n'est pas synonyme d'austérité ou de puritanisme. Il s'agit uniquement de précision dans la pensée et de rigueur intellectuelle. Cette rigueur sait aller sur des terrains populaires, lorsque Kant écrit, par exemple, Fondements de la métaphysique des mœurs, où il pratique la vulgarisation philosophique. Pour autant il dénonce certaines pratiques d'autres philosophes populaires, communes à son époque, qui reposent, selon Kant, non pas sur le sérieux de leur réflexion, mais sur d'obscures notions de bon sens, de crainte de Dieu ou autre sentiment moral syncrétique.
Ce laxisme dans la réflexion mène, selon Kant, non pas à des punitions éternelles dans la menace de l'intégrisme religieux, mais à une perte d'efficacité dans l'action concrète, donc à une perte de liberté. Il appelle « latitudinaires », pour les dénoncer, ces philosophes qui acceptent un raisonnement plus ou moins correct, espérant s'attirer les faveurs d'un public, philosophes qui évitent de séparer strictement une action bonne d'une action mauvaise du point de vue de la morale. Il existe, pour lui, un mal radical. Chez lui, en effet, une action humaine est toujours subordonnée à une décision du libre arbitre, les sentiments étant des médiateurs. Ce libre arbitre est concomitant à la morale, qui est pour Kant la raison pratique, une réflexion juste, existante dans tout être humain. Il n'y a pas d'être humain moyen, qui serait participant à une demi-morale. C'est l'acceptation d'occasionnelles déviances qui rend les humains mauvais par nature. Voilà pourquoi la thèse de Kant est qu'il est nécessaire de mener une démarche philosophique rigoriste.
Enfin, dans la Critique de la faculté de juger, il exposa une théorie esthétique qui est le fondement de la réflexion esthétique moderne. La troisième Critique est aussi une réflexion sur la nature et la téléologie.
Il existe de façon incontestable un « avant » et un « après » Kant dans ces trois domaines. La réflexion kantienne fut prise en compte dès son élaboration, par l'idéalisme allemand (Fichte, Schelling, Hegel, Schopenhauer), et poursuivie par le néokantisme (Cassirer).

### Théorie de la connaissance
Le point de départ de la réflexion élaborée dans la Critique de la raison pure est, de l'aveu même de Kant, le scepticisme empiriste de Hume, qui l'a réveillé de « [s]on sommeil dogmatique ». Hume a, en effet, construit une critique radicale des fondements de la métaphysique de Leibniz et de Wolff, dont Kant avait été un adepte. « Depuis les essais de Locke et de Leibniz, ou plutôt depuis la naissance de la métaphysique, si loin que remonte son histoire, aucun événement ne s'est produit qui eût pu être plus décisif pour la destinée de cette science que l'attaque dont elle fut l'objet de la part de David Hume », dit-il encore dans les Prolégomènes à toute métaphysique future qui voudra se présenter comme science, œuvre visant à expliquer de façon plus simple le projet de la première Critique.
Le titre même de cet ouvrage explicite le projet kantien : il s'agit, après David Hume, de refonder la métaphysique sur des bases solides, et d'en faire une science rigoureuse, en imitant l'exemple de la révolution copernicienne. De la même façon que Copernic a montré que la Terre tournait autour du soleil et non l'inverse, Kant affirme que le « centre » de la connaissance est le sujet connaissant (l'homme ou l'être raisonnable), et non une réalité extérieure par rapport à laquelle nous serions simplement passifs. Ce n'est donc plus l'objet qui oblige le sujet à se conformer à ses règles, c'est le sujet qui donne les siennes à l'objet pour le connaître. Ceci a pour conséquence immédiate que nous ne pouvons pas connaître la réalité en soi (nouménale), mais seulement la réalité telle qu'elle nous apparaît sous la forme d'un objet, ou phénomène.
La critique kantienne est ainsi une tentative de dépasser l'opposition entre le « dogmatisme », dont l'idéalisme est selon Kant une forme dominante, et le « scepticisme », représenté par l'empirisme humien : « la métaphysique est un champ de bataille », dit-il ainsi dans la première Critique. D'après Heidegger, Kant aurait été le premier philosophe à ne pas se contenter de rejeter la métaphysique traditionnelle, mais à comprendre son travail philosophique comme une refondation de la métaphysique.
Cette refondation est, dans le même temps, une assignation de limites à l'entendement humain : Kant va établir une ligne de partage entre ce qui est accessible à la raison humaine, et ce qui la dépasse, permettant ainsi de distinguer ce qui relève de la science d'une part, et ce qui relève de la croyance (c'est-à-dire de la spéculation) d'autre part. Tout énoncé prétendant formuler une vérité certaine sur Dieu est ainsi qualifié de « dogmatique » : le projet même d'une théologie rationnelle, dans sa forme classique (qui passe par exemple par les « preuves de l'existence de Dieu ») est ainsi invalidé. Réciproquement, toute profession d'athéisme qui voudrait s'appuyer sur la science pour affirmer l'inexistence de Dieu est, elle aussi, renvoyée du côté de la simple croyance : toutes ces questions, qui concernent les « Idées transcendantales » (Dieu, l'âme et le monde), sont hors de portée de l'entendement humain. C'est pourquoi Kant écrit, dans sa préface à la seconde édition de Critique de la raison pure : « J'ai limité le savoir pour laisser une place à la croyance. »
Limiter les prétentions de la raison : telle est dans le fond la solution que veut apporter Kant à la crise de la métaphysique. Cette limitation n’est possible que par une critique complète de la raison par elle-même. Il faut entreprendre une critique de la raison par la raison : voilà le sens véritable du titre Critique de la raison pure. Le terme de critique renvoie étymologiquement au grec ancien krinein, qui signifie « juger une affaire » (au sens juridique). La raison organisera donc un procès de ses propres prétentions, « dogmatiques », à connaître des objets situés par delà l’expérience, appelés par Kant noumènes (par opposition aux phénomènes). Bien que restrictive, cette tâche permet aussi, en limitant le savoir et en départageant clairement le champ du savoir et celui de la croyance (spéculation), de mettre en sûreté tous les acquis du savoir contre les attaques du scepticisme.

### L'espace et le temps
La révolution kantienne est une rupture avec les conceptions antérieures tant métaphysiques (Leibniz notamment) qu'empiriques (Hume) du temps et de son rapport à l'espace. Contre la métaphysique Kant pose que l'espace et le temps ne sont pas des choses en soi mais de simples formes de notre sensibilité. Contre l'empirisme il établit que ces formes sont a priori, c'est-à-dire ne peuvent pas dériver de l'expérience puisque toute expérience de tel espace et de tel temps donnés n'est au contraire possible qu'à la condition que nous soyons équipés de ces formes de sensibilité. Le terme de "transcendantal" qualifie cet espace et ce temps inhérents au sujet qui conditionnent toutes ses expériences sensibles et qui ne sont pas fournis par l'expérience. Kant montre en outre que l'espace est lui-même conditionné par le temps, en ce sens que tout ce qui est dans l'espace est aussi et d'abord dans le temps. Ce point décisif est établi dès la Dissertation de 1770 où Kant écrit que le temps embrasse "absolument tout dans ses rapports, y compris l'espace." Kant modifie profondément le concept de temps en le divisant en trois : "les trois modes du temps sont la permanence, la succession, la simultanéité", écrit-il au début des Analogies de l'expérience dans la Critique de la raison pure. La relation spatiale de juxtaposition suppose le rapport temporel de simultanéité, une chose ne pouvant se trouver à côté d'une autre sans y être en même temps. Les grands commentateurs de Kant (Heidegger, Hermann Cohen, Béatrice Longuenesse, Bergson, Deleuze, Philonenko) ont manqué cette tripartition kantienne du temps.

### Philosophie pratique

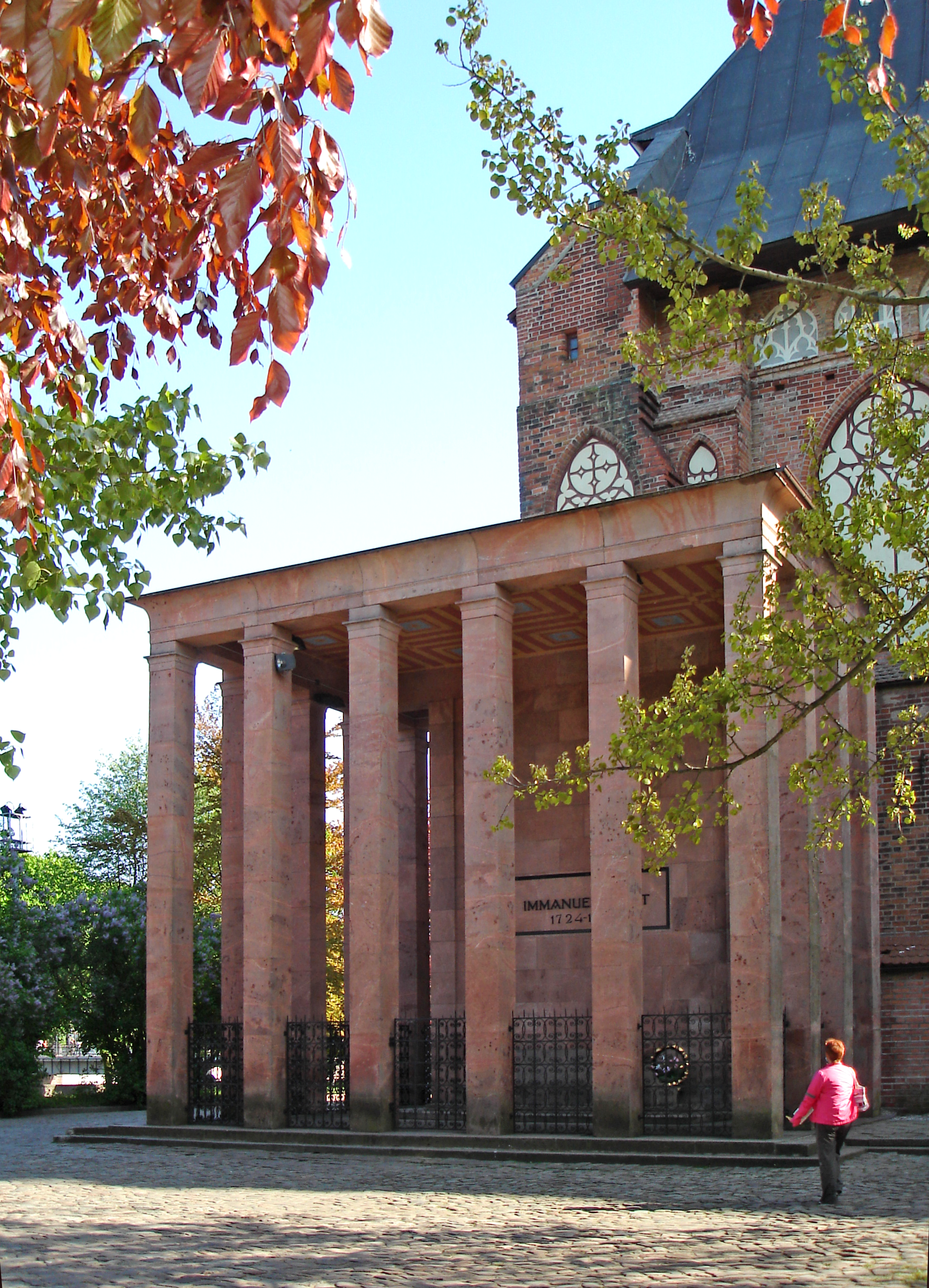
La tombe d'Emmanuel Kant près de l'ex Cathédrale de Königsberg.

La philosophie pratique de Kant est exposée principalement dans les Fondements de la métaphysique des mœurs et dans la Critique de la raison pratique. Les Fondements de la métaphysique des mœurs sont d’ailleurs sévèrement critiqués par Schopenhauer, ce dernier établissant, entre autres, le caractère fondamentalement empirique de l’analyse kantienne du processus décisionnel humain et de la morale. Cet ouvrage est une reprise des thèses finales de la Critique de la raison pure, mais précise sensiblement les thèses kantiennes, surtout en ce qui concerne le statut de la liberté dans la morale. D'autre part, Kant élabore aussi, à côté de cette philosophie morale, une philosophie politique qui lui est liée. Celle-ci est explicitée dans plusieurs opuscules, dont Vers la paix perpétuelle, qui prône un fédéralisme cosmopolite afin d'établir une véritable paix ; l’Idée d'une histoire universelle d'un point de vue cosmopolitique, qui précise les conceptions kantiennes au sujet du progrès du droit et de la morale dans l’histoire, ou encore de ce que Hegel appellera — en en modifiant considérablement l’approche — La Raison dans l'Histoire ; ou enfin Qu'est-ce que les Lumières ?, un opuscule très bref qui formule comme devise de l'Aufklärung (les Lumières allemandes) : Sapere aude (« Ose penser par toi-même »).
L’articulation entre la philosophie théorique et la philosophie pratique est la suivante. Le seul usage légitime des concepts de la métaphysique est un usage dans le cadre de la morale[réf. nécessaire]. Dans la Critique de la raison pure Kant ne fait encore qu’évoquer cette thèse sans lui donner toute l’importance qu’elle mérite. Il va combler cette lacune avec la Critique de la raison pratique. Mais dans cet ouvrage, il va montrer que le devoir moral est, par essence, inconditionné (c’est l'impératif catégorique déjà présenté dans les Fondements de la métaphysique des mœurs) et qu’il est impensable sans les concepts de liberté, de Dieu et d’immortalité de l'âme.
D'une manière générale, on peut dire qu'il s'agit d'une éthique déontologique, en ce que la loi morale, telle qu'elle est découverte par la raison pure pratique, ne dérive aucunement de l'expérience empirique et s'impose à la conscience morale commune en tant qu’impératif catégorique. Le devoir — ou obligation morale — par lequel la loi morale se présente à nous, êtres raisonnables finis, ne considère donc pas l'action dans son enchaînement empirique de causes et de conséquences (principal souci d'une éthique conséquentialiste), mais l'acte moral en lui-même. Une illustration des enjeux soulevés par l'approche kantienne est fournie par le débat avec Benjamin Constant à propos du mensonge. Ce dernier critiquait « un philosophe allemand » en ce qu'il interdisait de façon absolue le mensonge, même si cela pouvait avoir des conséquences fâcheuses, ce qui lui a valu une réplique de Kant dans D'un prétendu droit de mentir par humanité (1797). De façon assez significative, si Kant interdit catégoriquement le mensonge, il admet la légitimité de la peine de mort, fustigeant ainsi les thèses de Beccaria et la « sensiblerie sympathisante d'une humanité affectée », ainsi que le raisonnement qui fonde « l’illégitimité de la peine de mort sur le fait qu'elle ne peut être contenue dans le contrat social » : pour lui, « tout cela n'est que sophisme et chicane ».
Selon Kant, l’acte moral obéit nécessairement à un impératif catégorique (le devoir pour le devoir), et non à un impératif hypothétique (qu'il soit dicté par la prudence, vise le bonheur, ou procède par habileté). Cela signifie que cet acte ne vise pas d’autres fins que lui-même. On agit moralement uniquement pour agir moralement, et non pas par recherche d’un quelconque intérêt personnel. Un impératif catégorique se distingue d’un impératif hypothétique, en ce que ce dernier porte seulement sur les moyens à utiliser pour atteindre une fin particulière déjà déterminée.
Un acte libre est une action dont le mobile qui détermine la volonté de l'agent à agir n'est pas empirique : il ne peut s'agir de suivre la représentation du bonheur, ou même d'agir par vertu parce que cela nous rendrait heureux, comme dans le cas de l’éthique eudémoniste d’Épicure. Il faut au contraire agir non pas « conformément au devoir », mais « par devoir », c'est-à-dire que le mobile de la volonté doit être la loi morale elle-même, laquelle est nécessairement universelle et a priori.

### Critique de la faculté de juger
La troisième Critique, ou Critique de la faculté de juger, vise principalement à combler l'abîme creusé entre l'usage théorique de la raison, qui est au fondement de la connaissance de la nature par l'entendement (Critique de la raison pure), et l'usage pratique de la raison, qui commande toute action morale (Critique de la raison pratique). La faculté de juger est ainsi le point d'articulation entre la raison théorique et la raison pratique. Kant veut ainsi achever l'édifice de la métaphysique dont il a entamé la refondation avec la première Critique.
La première partie de la Critique de la faculté de juger est consacrée à l'esthétique (analyse du jugement esthétique), la deuxième partie à la téléologie (analyse de la place de la finalité dans la nature). C'est dans cet ouvrage que Kant expose sa distinction entre « jugement déterminant et jugement réfléchissant ». Il y a en fait trois problématiques principales dans cet ouvrage, qui semblent, à première vue, hétérogènes : d'une part le « jugement de goût », réflexion qui part d'une critique de l'esthétique telle qu'elle est envisagée par Baumgarten, qui voulait en faire une science rationnelle ; d'autre part une réflexion sur les êtres organisés où se manifeste l'individualité biologique ; enfin une interrogation sur la finalité et la systématicité de la nature.
Selon Alain Renaut, qui reprend ainsi une thèse d'Alfred Bäumler de 1923, le point de rencontre entre la problématique de la beauté et des êtres organisés, c'est la question de l'irrationnel. La querelle du panthéisme (ou du spinozisme), qui oppose à partir de 1775 Mendelssohn et Jacobi autour des conséquences du rationalisme des Lumières, forme l'arrière-fond de la troisième Critique.

#### Le jugement esthétique
Le but de Kant n'est pas de proposer des normes du beau, mais d'expliquer pourquoi nous jugeons qu'une chose est belle, et de préciser en quoi consiste « un jugement de goût ». Le beau serait un produit du sens esthétique. En ce sens, ce n'est pas vraiment l'objet qui est beau, mais la représentation que l'on s'en fait. Kant en donne les définitions suivantes :
- L'universalité sans concept : « Est beau ce qui plaît universellement sans concept ». Le beau est un intermédiaire entre la sensibilité et l'entendement : ce n'est pas un concept définissable par notre seul entendement.
- Une finalité sans fin : Le beau n'est pas l'utile, il n'a donc pas de fin extérieure. Il a néanmoins une fin interne (l'harmonie des facultés subjectives).
- Un plaisir désintéressé : Le beau ne se confond pas avec l'agréable, qui relève pour sa part d'une perception strictement personnelle : « Quand je dis que le vin des Canaries est agréable, je souffre volontiers qu'on me reprenne et qu'on me rappelle que je dois dire seulement qu'il est agréable à moi. » Alors que pour l'exemple d'un jugement sur la beauté d'une chose, il explique : « Je ne juge pas seulement pour moi, mais pour tout le monde, et je parle de la beauté comme si c'était une qualité des choses. »[37] Si le beau apporte plaisir et satisfaction, c'est de manière désintéressée.

Kant distingue deux types de beau : la beauté libre et la beauté adhérente.
- Le « sublime » : Pour Kant, le sublime se distingue du beau en ce qu'il « dépasse » ou excède notre entendement.

« L'art ne veut pas la représentation d'une belle chose mais la belle représentation d'une chose. » On retrouve ici la place qu'occupe chez Kant la faculté de juger, et l'interprétation de « l’esthétisme » se fait par une appréciation variable d'un individu à l'autre.

#### Le jugement téléologique
La téléologie est l'étude de la finalité (du grec ancien telos, finalité, but, et logos, discours, raison). Selon certaines conceptions téléologiques, l’humanité évolue vers un point de perfection.
Dans ses Opuscules sur l'histoire, Kant émettra l’hypothèse d'un système téléologique de la nature permettant de faire l'hypothèse du progrès historique de l'humanité. Il ne le présente donc pas comme certain, mais seulement comme un « idéal régulateur ». C'est le fameux « comme si » de Kant (als ob) : la connaissance des fins dernières de l'humanité échappe à l'expérience, mais cela n'empêche pas de postuler, dans et pour la pratique, l'idée de progrès à des fins morales. C'est en raison de ce même avantage pratique (mais irréductible à l'utilitarisme) que Dieu est pour Kant une idée « pratique ».

### La conception théologique
La Critique de la raison pure montre l'origine des disciplines de la métaphysique classique : « Autant l'entendement se représente d'espèces de rapports au moyen des catégories, autant il y aura aussi de concepts purs de la raison », de sorte que la catégorie de Substance suscite l'Idée de Moi (objet de la psychologie rationnelle), la catégorie de Cause l'Idée de Monde (cosmologie rationnelle) et la catégorie de Communauté fournit « une connaissance transcendantale de Dieu » (ibid. p. 1042). Cette théologie transcendantale est illusoire (cf. la critique des trois preuves classiques de l'existence de Dieu) mais la philosophie critique donne un sens pratique à l'Idée et à l'Idéal « Dieu » : Souverain Bien originaire, Volonté sainte, Juge, etc., qui supposent d'autres catégories (cause, substance, nécessité, existence, etc.) -- mais Kant ne donne pas d'exposé synthétique de cette théologie pratique.
En ce qui concerne la conception kantienne de la religion, certains critiques ont mis en lumière le déisme de Kant, comme Peter Byrne qui a écrit sur la relation précise de Kant avec le déisme. D'autres ont montré que par la morale Emmanuel Kant se déplace du déisme au théisme, comme Allen W. Wood et Merold Westphal. En référence à La Religion dans les limites de la simple raison, il a été souligné que Kant a réduit le religieux au rationnel, la religion à la morale et la morale au christianisme.

### Philosophie de l'éducation
"L'éducation est le plus grand et le plus difficile problème qui puisse être proposé à l’homme », écrit Kant dans ses Réflexions sur l'éducation. Au niveau individuel comme au niveau collectif et à l'échelle de l'histoire humaine, la philosophie de Kant pose, avec le problème de l'éducation, celui d'un temps orienté par la raison, autrement dit un temps pratique. Avec la philosophie de l'histoire et la faculté de juger téléologique, c'est la possibilité d'une synthèse de la raison et du temps qui est engagée par Kant.

### Philosophie de l'histoire

#### Les textes sur l'histoire
Kant a écrit plusieurs opuscules sur l'histoire, qui réunis et interprétés en lien avec les trois Critiques forment sa propre philosophie de l'histoire. Parmi ces opuscules, il y a des textes consacrés au concept de « race » dans le cadre de travaux géographiques et anthropologiques, des textes sur le progrès et le sens de l'histoire, des articles polémiques contre Johann Gottfried von Herder.
Kant écrit en 1775 Des différentes races humaines, où il soutient à la suite de Buffon que l'humanité est une seule espèce biologiquement parlant, à partir du critère de la reproduction possible et des rejetons non stériles. Mais l'humanité se divise en tant qu'espèce en quatre races, les Blancs, les Noirs, les Huns et les Indiens. Le critère de distinction est la transmission de caractère héréditaires, qui ne changent pas même si les membres d'une race sont « transplantés » sur un autre sol et sous un autre climat. Kant fait également remarquer que le métissage est possible entre races.
En 1784, Kant publie L'Idée d'une histoire universelle au point de vue cosmopolitique, son ouvrage principal sur l'histoire. Il y soutient que les humains travaillent à l'accomplissement du dessein de la nature, sans en avoir conscience. Cela ne veut pas pour autant dire que les humains agissent mécaniquement, au contraire cette même nature les a dotés de la « liberté du vouloir » et de la « raison » par lesquelles ils réalisent les fins de l'humanité. Dans la proposition III, Kant écrit : « La nature a voulu que l'homme tire entièrement de lui-même tout ce qui dépasse l'agencement mécanique de son existence animale, et qu'il ne participe à aucune autre félicité ou perfection que celle qu'il s'est créée lui-même, indépendamment de l'instinct par sa propre raison ».

#### Sur le concept de «race»
En 1775 et en 1785, Kant rédige deux opuscules sur la notion de « race », qui s'inscrivent dans une polémique avec les défenseurs d'une polygénèse de l'humanité, selon qui il existerait plusieurs « souches primitives » biologiquement distinctes, entraînant la division de l'humanité en plusieurs espèces. Dans Des différentes races humaines puis Définition du concept de race humaine, Kant s'oppose notamment à Georg Forster,, prend position pour l'unité de l'espèce humaine et recourt au concept de « race » pour réduire les différences observables à des variations héréditaires favorisées par l'environnement. Toutefois, le texte Des différentes races humaines exprime un certain nombre de préjugés racistes, notamment envers les personnes à peau noire. Les mêmes remarques défendant l'inégalité des humains selon la couleur de peau se trouvent également dans sa Géographie. Ces passages nourrissent périodiquement des controverses sur l'universalisme kantien. Dans le contexte du mouvement antiraciste de 2020 consécutif à la mort de George Floyd, ils ont également occasionné un débat important dans le monde germanophone.
Dans The Color of Reason: The Idea of ‘Race’ in Kant’s Anthropology (« La Couleur de la raison : l'idée de « race » dans l'anthropologie de Kant »), le philosophe postcolonialiste Emmanuel Chukwudi Eze écrit : « La position de Kant sur l'importance de la couleur de la peau non seulement comme codification mais comme preuve de la codification de la supériorité ou de l'infériorité rationnelle se fait jour dans un commentaire qu'il fait concernant la capacité de raisonnement d'une personne "noire" ». En rapportant ce commentaire de 1764 où, au moment d'évaluer une déclaration énoncée par un Africain, Kant la rejette et ajoute : « Cet homme était tout à fait noir de la tête aux pieds, ce qui prouve manifestement que ces propos étaient stupides », Chukwudi Eze commente quant à lui en 1997 : « Dès lors, on ne peut pas avancer que la couleur de peau n'était pour Kant qu'une caractéristique physique. C'était bien plutôt la marque d'une qualité morale (Idee) permanente et immuable ». Les opinions de Kant sur ce point semblent avoir évolué avec le temps : vingt ans après l'épisode rapporté par Chukwudi Eze, l'essai Définition du concept de race affirme explicitement que la couleur de peau est le seul caractère héréditaire des "races humaines", et oppose expressément ce trait physique au développement des facultés intellectuelles chez l'individu.
L'attitude de Kant vis-à-vis de l'esclavage donne également lieu à des débats. Selon le philosophe Robert Bernasconi, Kant « n'a pas seulement appuyé l'idée d'une hiérarchie raciale permanente mais a signifié sur cette base que les noirs n'étaient dignes qu'à l'esclavage ». Ici aussi, les textes tardifs de Kant affirment plus fermement l'égalité des droits de tous les êtres humains : en 1795, dans le « Troisième article définitif pour la paix perpétuelle » de son essai Vers la paix perpétuelle, Kant écrit explicitement que l'esclavage est incompatible avec les droits naturels de l'humanité.
A l'opposé d'une vision raciste de supériorité européenne, ce texte va aussi condamner sans équivoque la colonisation. Les historiens Marc Belissa et Florence Gauthier notent ainsi que, pour Kant, les « nations commerçantes de l’Europe » « pensent et agissent en conquérants au mépris des pays et des peuples », comme cela ressort du passage suivant : « À quelle distance de cette perfection sont encore les nations civilisées, et surtout les nations commerçantes de l'Europe ! A quel excès d'injustice ne les voit-on pas se porter, quand elles vont découvrir, c'est-à-dire conquérir, des pays et des peuples étrangers! L'Amérique, les pays habités par les nègres, les Îles des épices, le Cap, etc., furent pour les Européens des pays sans propriétaires, parce qu'ils en comptaient les habitants pour rien. Sous prétexte de n'établir dans l'Hindoustan que des comptoirs de commerce, ils y débarquèrent des troupes, et par ce moyen ils opprimèrent les naturels du pays, allumèrent des guerres entre les différents États de cette vaste contrée, et y répandirent la famine, la rébellion, la perfidie et tout ce déluge de maux qui afflige l'humanité. »,

## Cosmologie
La cosmologie est aussi un centre d'intérêt de Kant. À son époque, celle-ci n'était pas clairement rattachée aux sciences, et les philosophes traitaient souvent indifféremment de ce que l'on distinguerait aujourd'hui sous les noms de science d'une part, et de métaphysique d'autre part[réf. nécessaire].
Ainsi Kant est connu pour avoir développé l'hypothèse de la formation des systèmes solaires dans les nébuleuses, que l'on connaît aujourd'hui sous le nom d'hypothèse de Kant-Laplace. Kant s'appuie sur les observations de l'astronome Thomas Wright pour avancer que les nébuleuses observées sont des « univers-îles » et que la Voie lactée pourrait être un corps en rotation composé d'un nombre immense d'étoiles retenues par la gravitation. Ces hypothèses de Kant, alors spéculatives, seront confirmées par la suite par l'accumulation de connaissances en astronomie.
Kant fut également le premier à supposer que les marées lunaires causent un ralentissement de la rotation de la Terre, ainsi que le premier à comprendre que la loi de la gravité écrite par Newton était symptomatique d'un espace à 3 dimensions : Newton dit « La force entre 2 masses dépend de l'inverse de la distance au carré » et Kant comprend que ce carré c'est 3 moins 1 (le 3 étant la hauteur, la largeur et la profondeur). Il y avait déjà chez Kant la compréhension que force et nature de l'espace, en particulier les dimensions, sont liées,.

## Œuvres
- Histoire générale de la nature et théorie du ciel (1755).
- L'unique fondement possible d'une démonstration de l'existence de Dieu (1762).
- Essai pour introduire en philosophie le concept de grandeur négative (1763).
- Rêves d'un visionnaire expliqués par des rêves métaphysiques, (dont le titre est aussi traduit, en français : "Rêves d'un visionnaire"), (1766).
- Dissertation de 1770 (1770).
- Des différentes races humaines (1775).
- Critique de la raison pure (1781 ; 2de éd. 1787).
- Prolégomènes à toute métaphysique future qui voudra se présenter comme science (1783) [lire sur Wikisource].
- Idée d'une histoire universelle d'un point de vue cosmopolitique (1784).
- Qu'est-ce que les Lumières ? (1784).
- Fondements de la métaphysique des mœurs (1785).
- Premiers principes métaphysiques de la science de la nature (1786).
- Que signifie : s'orienter dans la pensée ? (1786).
- Conjectures sur le commencement de l'histoire humaine (1786).
- Critique de la raison pratique (1788).
- Critique de la faculté de juger (1790).
- Sur le mysticisme et les moyens d'y remédier (1790).
- Sur l'échec de toute tentative philosophique en matière de théodicée (1791).
- Sur le mal radical (1792).
- La Religion dans les limites de la simple raison (1793).
- Sur l'expression courante : il se peut que ce soit juste en théorie, mais en pratique, cela ne vaut rien (1793).
- La Fin de toutes choses (1794).
- Vers la paix perpétuelle (1795).
- Métaphysique des mœurs (1796-1797).
- Sur un prétendu droit de mentir par humanité (1797).
- Conflit des facultés (1798).
- Anthropologie d'un point de vue pragmatique (1798).
- Logique (1800).
- Géographie physique (1802-1803).
- Réflexions sur l'éducation ou Traité de pédagogie (1803).
- Quels progrès effectifs a accomplis la métaphysique depuis l'époque de Leibniz et de Wolff ? (1804).

## Sources pour la biographie
La meilleure source de renseignements concernant la biographie de Kant est sa correspondance, deuxième partie du tome XI de l’édition Rosenkranz et Schubert des œuvres de Kant, Kuno Fischer, Geschichte der n. Philosophie, tome III. En français : Correspondance.
On dispose aussi des ouvrages de ses amis Hasse, Borowski, Wasianski et Jackmanu, dont des extraits ont été traduits en français sous les titres : Kant intime, Aphorismes sur l'art de vivre.
On a si peu de renseignements précis sur la vie de Kant, que l'on se contente souvent de dire qu’il la consacra tout entière à l’étude et à l'enseignement : « Je suis par goût un chercheur », écrit-il, « je ressens toute la soif de connaître et l’avide inquiétude de progresser. »
Les renseignements suivants[Lesquels ?] ont été extraits des articles de dictionnaires et d'encyclopédies cités en fin d'article et tout particulièrement : La Grande Encyclopédie, inventaire raisonné des sciences, des lettres, et des arts.

## Postérité
L'influence de Kant affecte la majeure partie de la philosophie européenne et américaine.
Sa postérité immédiate : l'idéalisme allemand (Fichte, Schelling, Hegel), qui voit la philosophie de Kant comme une propédeutique en vue d'un système qui reste à accomplir. Mais aussi le romantisme allemand (Schiller, Goethe, Novalis…).
Le néokantisme (École de Marbourg : Cohen, Natorp, Cassirer ; École de Bade : Windelband, Rickert), qui revendique un retour à Kant par-delà les philosophes postkantiens.
Les « maîtres du soupçon » (Schopenhauer, Kierkegaard, Marx, Nietzsche), qui peuvent aussi se montrer très critiques à l'égard de Kant.
La phénoménologie, l'existentialisme et l'herméneutique (Dilthey, Husserl, Jaspers, Heidegger, Sartre, Levinas, Merleau-Ponty, Ricœur), héritent tous de Kant.
Foucault et sa notion de modernité, Deleuze et son concept d'empirisme transcendantal sont des lecteurs de Kant.
La philosophie analytique discute les thèses de Kant, sa philosophie de la connaissance (Russell, Strawson…), sa philosophie morale (voir le débat entre l'éthique déontologique, qui se réclame parfois de Kant, et l'éthique conséquentialiste, à laquelle appartient John Stuart Mill), mais aussi son esthétique.
Une partie de la philosophie politique contemporaine (Habermas, Rawls, Apel, Arendt, Alain Renaut, Luc Ferry) se situe dans la postérité de Kant.

## Galerie

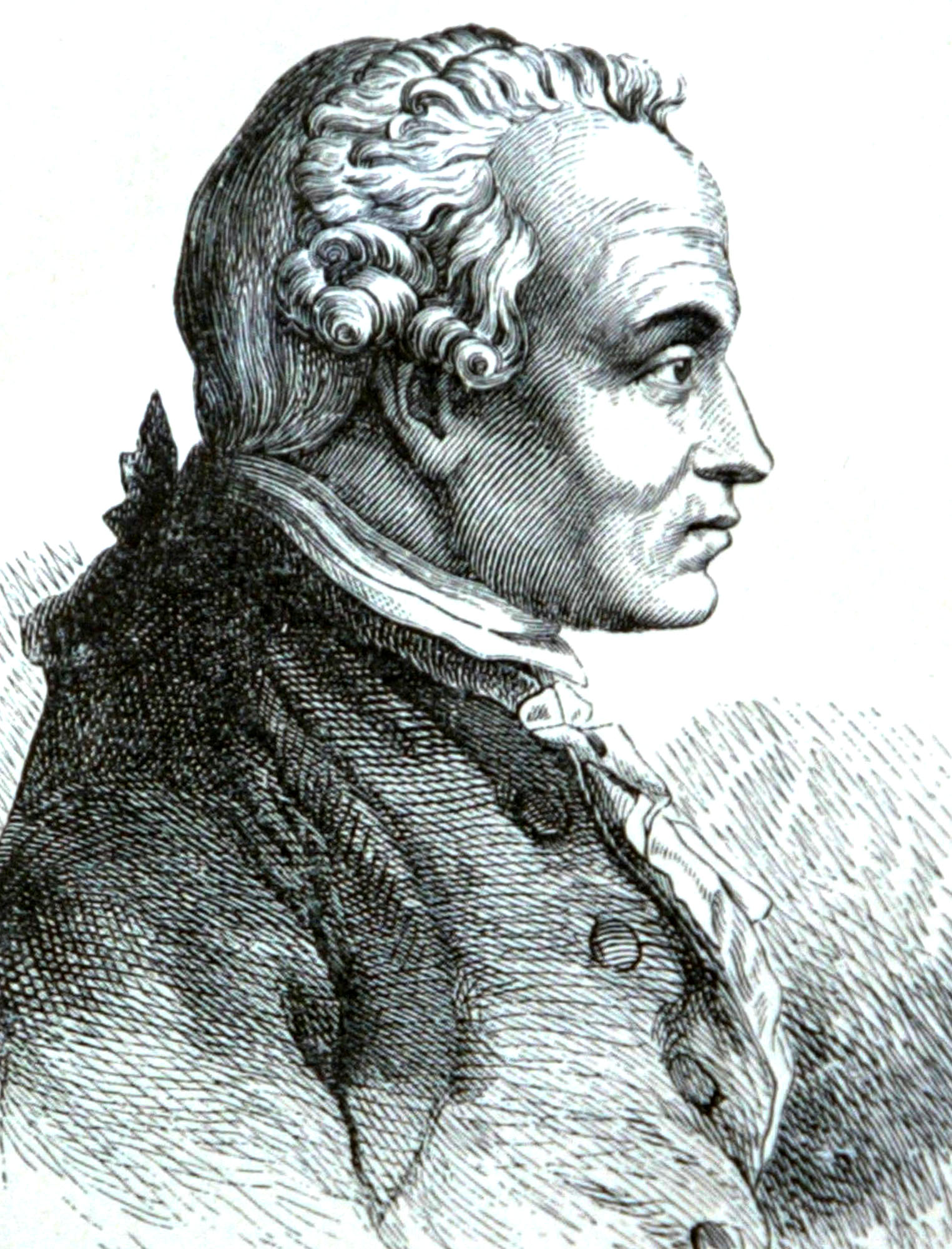
Portrait d'Emmanuel Kant.
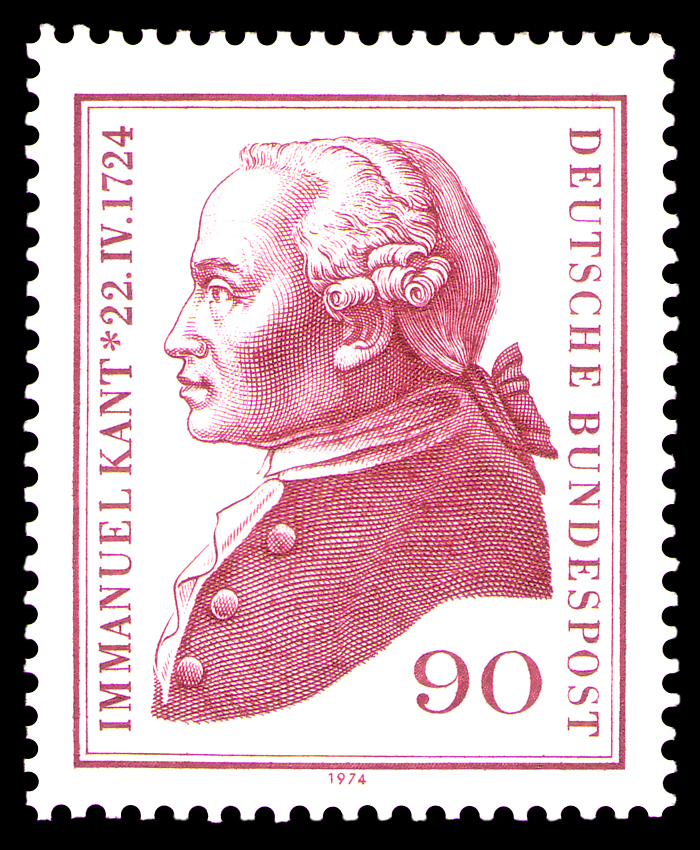
Timbre d'Emmanuel Kant en 1974.

#### Bases de données et dictionnaires
- Ressources relatives à la recherche :   - Biodiversity Heritage Library
  - Les Classiques des sciences sociales
  - L'Encyclopédie philosophique
  - Google Scholar
  - Internet Encyclopedia of Philosophy
  - Isidore
  - Mathematics Genealogy Project
  - Persée
  - Scopus
  - Stanford Encyclopedia of Philosophy
- Ressources relatives aux beaux-arts :   - British Museum
  - Grove Art Online
  - RKDartists
  - Union List of Artist Names
- Ressources relatives à la musique :   - International Music Score Library Project
  - MusicBrainz
- Ressource relative à la vie publique :   - Documents diplomatiques suisses 1848-1975
- Ressource relative à l'astronomie :   - Biographical Encyclopedia of Astronomers
- Ressource relative à la santé :   - Bibliothèque interuniversitaire de santé
- Ressource relative au spectacle :   - Les Archives du spectacle
- Ressource relative à plusieurs domaines :   - Radio France
- Ressource relative à l'audiovisuel :   - Allociné
- Notices dans des dictionnaires ou encyclopédies généralistes :   - Britannica
  - Brockhaus
  - Collective Biographies of Women
  - Den Store Danske Encyklopædi
  - Deutsche Biographie
  - E-archiv.li
  - Enciclopedia De Agostini
  - Gran Enciclopèdia Catalana
  - Hrvatska Enciklopedija
  - Internetowa encyklopedia PWN
  - Nationalencyklopedin
  - Proleksis enciklopedija
  - Store norske leksikon
  - Treccani
  - Universalis
  - Visuotinė lietuvių enciklopedija
- Notices d'autorité :   - VIAF
  - ISNI
  - BnF (données)
  - IdRef
  - LCCN
  - GND
  - Italie
  - Japon
  - CiNii
  - Espagne
  - Belgique
  - Pays-Bas
  - Pologne
  - Israël
  - NUKAT
  - Catalogne
  - Suède
  - Vatican